# Brejo da Guabiraba
Brejo da Guabiraba é um bairro do Recife, Pernambuco. 
Localiza-se no RPA3 e faz limites com os bairros Passarinho, Brejo do Beberibe, Nova Descoberta e Córrego do Jenipapo.
Essencialmente residencial, no bairro estão localizados sítios e granjas que funcionam como sementeiras, procuradas pela população do entorno e de outras localidades do Recife e Região Metropolitana.
No Brejo da Guabiraba estão localizadas as seguintes instituições escolares:
- Creche Municipal Flor do Bairro da Guabiraba
- Escola Despertando[Nota 1]
- Escola Municipal Guabirara
- Instituto Marcos Paulo[Nota 1]

O bairro presta-se à prática de trilhas, havendo várias delas que podem ser exploradas. :
- CT Náutico
  - Cachoeira
- Trilha Guabiraba Rio da Compesa
- Parque das Esculturas
- Trilha Duas Bicas
- Trilha da Matinha
- Rio da Irmã

## Dados demográficos
- Área: 75 hectares
- População: 11362 habitantes[Nota 2]
- Densidade demográfica: 155,5 hab./ha.[1]